# Турбійон

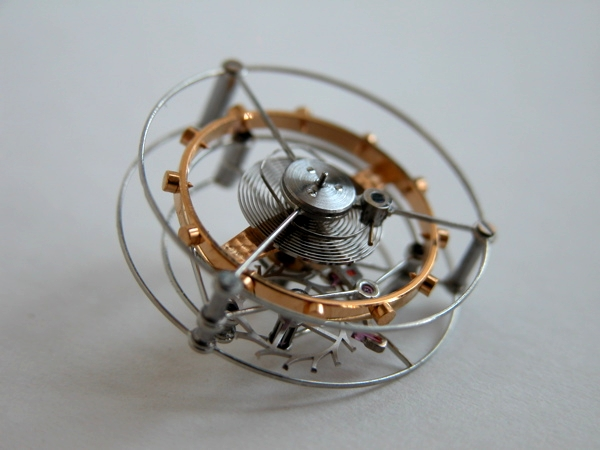
Зібраний турбійон

У годинниковій галузі турбійон — є доповненням до механізму спускового механізму годинника для підвищення точності. Задуманий британським годинникарем і винахідником Джоном Арнольдом, він був розроблений його другом, швейцарсько-французьким годинникарем Авраам Луї Бреге та запатентований Breguet 26 червня 1801 року. У турбійоні спусковий механізм і колесо балансу встановлені в обертовій клітці з метою усунення помилок рівноваги в балансі, що забезпечує рівномірну вагу.

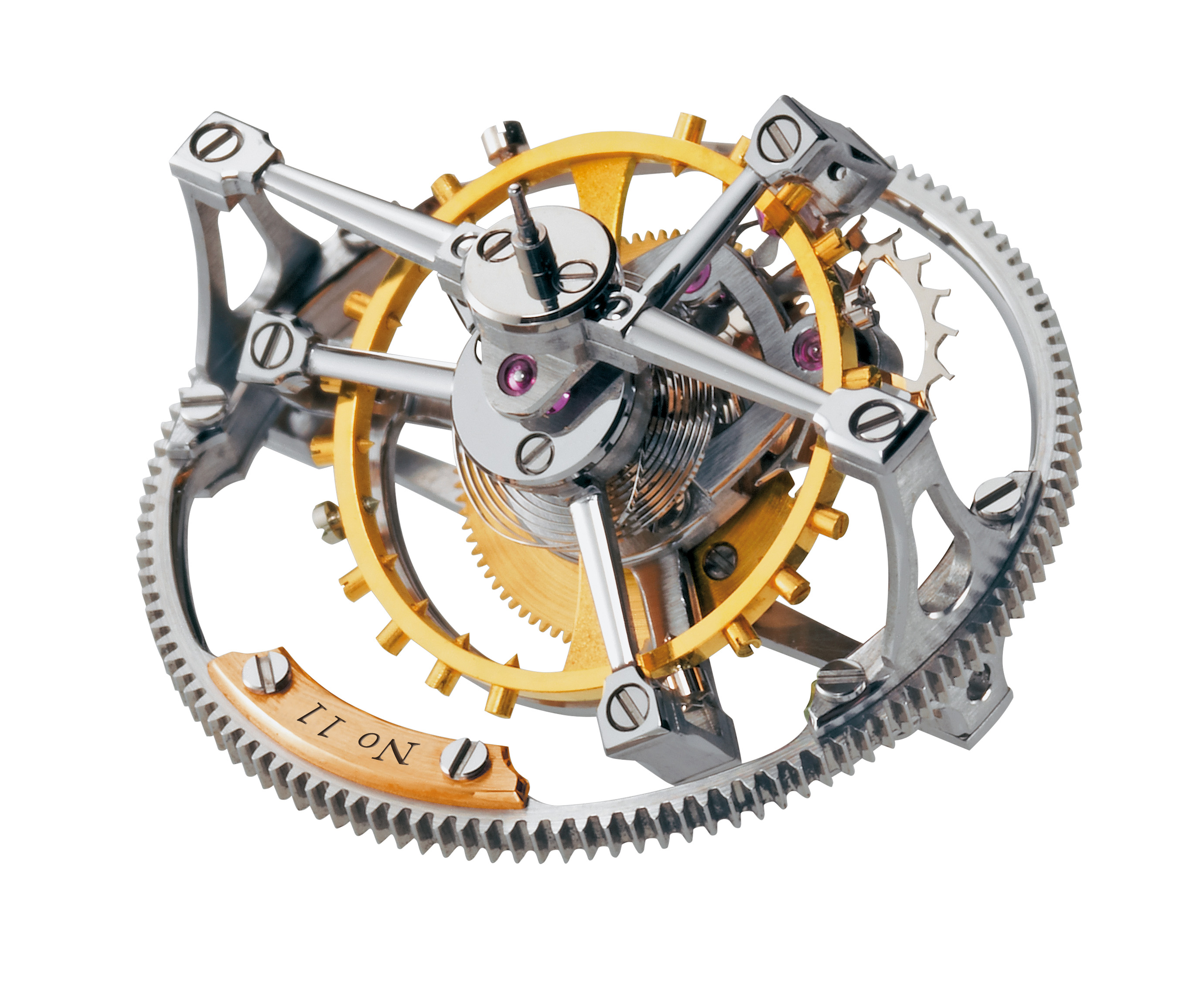
Подвійний механізм турбійону під кутом 30° в швейцарському годиннику Greubel Forsey

Турбійони все ще включені в деякі сучасні наручні годинники, де механізм зазвичай виставлений на циферблат годинника, щоб продемонструвати його.
Запатентований Breguet у 1801 році одноосьовий турбійон мінімізує різницю в швидкості між положеннями, спричинену помилками рівноваги. Турбійон був винайдений, щоб доповнити роздільний біметалічний баланс, який за своєю суттю було важко врівноважити.
У найпоширенішому виконанні, каретка турбійона тримається на четвертій шестерні всередині нерухомого четвертого колеса. Шестерня скидання зачеплена з цим нерухомим четвертим колесом, тому, коли каретка повертається четвертою шестірнею, колесо скидання також обертатиметься. Каретка звільняється і фіксується при кожній вібрації балансу.